# Asociace komunitních nadací
Spolek A.K.N., 31. prosince 2016 A.K.N. - občanské sdružení, asociace českých komunitních nadací, je nevládní nezisková organizace, založená na podzim 2006, jejímž cílem je podporovat rozvoj komunitních nadací a organizací, které se komunitními nadacemi nebo nadačními fondy chtějí stát; podporovat jejich vzájemné kontakty a spolupráci; popularizovat myšlenku působení komunitních nadací.

## Členové AKN

### Nadační část
- Ústecká komunitní nadace
- Komunitní nadace Blanicko - Otavská
- Jihomoravská komunitní nadace
- Tři brány, komunitní nadace pro vědění, umění a civilizaci

### Podpůrná část
- Nadace Veronica
- Nadace VIA
- NETT o.s.
- PODNOS o.s.